# Лон (Техас)
Лон (англ. Lawn) — місто (англ. town) в США, в окрузі Тейлор штату Техас. Населення — 311 особа (2020).

## Географія
Лон розташований за координатами 32°8′12″ пн. ш. 99°45′0″ зх. д. / 32.13667° пн. ш. 99.75000° зх. д. (32.136570, -99.750099).  За даними Бюро перепису населення США в 2010 році місто мало площу 1,54 км², уся площа — суходіл.

## Демографія
Згідно з переписом 2010 року, у місті мешкало 314 осіб у 134 домогосподарствах у складі 90 родин. Густота населення становила 203 особи/км².  Було 172 помешкання (111/км²).
Расовий склад населення:
| - 91,7 % — білих - 0,3 % — азіатів - 4,8 % — осіб інших рас |

До двох чи більше рас належало 3,2 %. Частка іспаномовних становила 15,0 % від усіх жителів.
За віковим діапазоном населення розподілялося таким чином: 23,9 % — особи молодші 18 років, 59,5 % — особи у віці 18—64 років, 16,6 % — особи у віці 65 років та старші. Медіана віку мешканця становила 45,3 року. На 100 осіб жіночої статі у місті припадало 107,9 чоловіків;  на 100 жінок у віці від 18 років та старших — 89,7 чоловіків також старших 18 років.
Середній дохід на одне домашнє господарство  становив 61 018 доларів США (медіана — 52 750), а середній дохід на одну сім'ю — 67 005 доларів (медіана — 55 625). За межею бідності перебувало 17,5 % осіб, у тому числі 34,4 % дітей у віці до 18 років та 7,1 % осіб у віці 65 років та старших.
Цивільне працевлаштоване населення становило 157 осіб. Основні галузі зайнятості: освіта, охорона здоров'я та соціальна допомога — 29,3 %, мистецтво, розваги та відпочинок — 12,7 %, будівництво — 12,1 %.